# SpVgg Memel
Die Spielvereinigung (SpVgg) Memel / Spielvereinigung (SpVgg) Klaipeda war ein deutscher Sportverein aus der ostpreußischen, ab 1923 litauischen Stadt Memel (Klaipėda).

## Geschichte

### MTV Memel
1909 taucht mit dem 15-köpfigen Memeler SC Preußen erstmals ein Verein aus dem Memelland unter den Mitgliedern des Baltischen Rasensport-Verbandes auf, über den jedoch nichts mehr bekannt ist, und der auch schnell wieder von der Bildfläche verschwindet. An seine Stelle tritt die 1909 eingerichtete Spielabteilung des 1861 gegründeten MTV Memel, die im DFB-Jahrbuch 1911/12 mit zwölf Mitgliedern, im DFB-Jahrbuch 1912 aber schon mit 52 Mitgliedern beim Baltischen Rasen- und Wintersport-Verband (BRWV) verzeichnet ist. 1911/12 und 1912/13 musste sich die Spielabteilung in der Bezirksklasse II Tilsit/Memel dem SC Lituania Tilsit geschlagen geben und verpasste somit die Teilnahme an der baltischen Fußballendrunde. Zur Spielzeit 1913/14 wurde das Ligensystem geändert, der Bezirk II Tilsit/Memel war fortan Bestandteil des Kreises I Ostpreußen, der Sieger der Bezirksliga qualifizierte sich somit zuerst für die ostpreußische Endrunde, in der dann die Teilnehmer an der baltischen Endrunde ermittelt wurden. 1913/14 wurde die Spielabteilung des MTV Tilsit Bezirksmeister, in der ostpreußischen Endrunde scheiterte der Verein jedoch im Halbfinale am FC Preußen Gumbinnen mit 1:4. Durch den Ersten Weltkrieg fand in den nächsten Jahren kein geregelter Spielbetrieb statt.

### Erfolge in Ostpreußen
Nach Kriegsende standen zunächst politische Ereignisse im Vordergrund: Nachdem die Deutschen den Krieg verloren hatten, wurde das Memelgebiet ohne vorherige Volksabstimmung vom Deutschen Reich abgetrennt und unter französische Verwaltung gestellt. Am 15. Januar 1923 besetzten über 1.000 bewaffnete Litauer das Memelland und die Stadt Memel. Am 16. Februar 1923 wurde die Angliederung des Memelgebietes an Litauen international als Faktum anerkannt und die Hoheit über das Gebiet an Litauen übergeben. (Die Ereignisse werden ausführlich im Wikipedia-Stichwort Memelland geschildert.) In Memel, das jetzt Klaipėda hieß, hatte sich inzwischen – zusätzlich zur MTV-Spielabteilung – eine Reihe weiterer Fußballvereine gebildet, u. a. Freya, Verein für Rasensport (VfR), Sportklub Memel II sowie eine Fußballabteilung im „Sportverein“. Sie alle blieben bzw. wurden unter Berufung auf die den Deutschen zugestandene Kulturautonomie Mitglieder der reichsdeutschen Fachverbände. In der Spielzeit 1922/23 gewann Memel erneut die Bezirksliga II Tilsit/Memel, in der ostpreußischen Fußballendrunde scheiterte der Verein am Serienmeister VfB Königsberg, obwohl diesem ein Unentschieden abgetrotzt werden konnte. Die Konflikte im deutschen Sport erreichten auch das Memelland: Der Streit zwischen Turn- und Sportverbänden, der in der reinlichen Scheidung gipfelte, führte beim MTV Memel zur Auflösung der Sportabteilung. Diese Sportler gründeten am 6. August 1924 die Spielvereinigung (SpVgg) Memel. Ganz reibungslos ging das nicht vonstatten: Eine Reihe von Aktiven vor allem aus den unteren Mannschaften schloss sich nicht der SpVgg an, sondern gründete im MTV eine neue Fußballabteilung.
Obwohl es inzwischen auch im Memelgebiet einen Fußballverband gab, der sich den litauischen Dachverbänden angeschlossen hatte, zog es die Spielvereinigung vor, ihr Hauptaugenmerk auf den Meisterschaftsbetrieb im BRWV zu richten. 1926 wurde erneut die ostpreußische Fußballendrunde erreicht, durch den Sieg im Bezirkspokal Ost in derselben Spielzeit qualifizierte sich die SpVgg Memel für die zur kommenden Spielzeit neu eingerichtete, oberste, eingleisige Ostpreußenliga. 1927/28 wurde hinter dem VfB Königsberg der zweite Tabellenplatz erreicht, was zur Teilnahme an der baltischen Fußballendrunde berechtigte. Hier konnte Memel jedoch nicht mit den anderen Vereinen mithalten, mit nur einem Unentschieden und vier Niederlagen wurde Memel Letztplatzierter. 1928/29 konnte der Erfolg wiederholt werden, wieder qualifizierte sich die Spielvereinigung durch den Vizemeistertitel Ostpreußens für die baltische Endrunde. Anders als in der Vorsaison konnte Memel dieses Mal mithalten, der Verein wurde am Ende dritter und verpasste die Teilnahme an der deutschen Fußballmeisterschaft nur um zwei Punkte. 1929/30 war die SpVgg Memel am Ende der Ostpreußenliga gar punktgleich mit dem Serienmeister VfB Königsberg, so dass Entscheidungsspiele nötig wurden. Das Hinspiel in Königsberg gewann der VfB knapp mit 4:3, das Rückspiel in Memel konnte dafür die Spielvereinigung mit 3:2 für sich entscheiden. Da beide Vereine jeweils ein Spiel gewinnen konnten und eine Addition der Ergebnisse nicht vorgesehen war, gab es am 15. Dezember 1929 ein Entscheidungsspiel in Insterburg. Hier verlor Memel jedoch mit 0:3 und verpasste den Meistertitel Ostpreußens nur knapp. In der baltischen Fußballendrunde scheiterte der Verein in dieser Spielzeit im Ausscheidungsturnier der Bezirksvizemeister am VfB Stettin mit 1:2. Zur Saison 1930/31 wurde die oberste Ostpreußenliga aufgelöst und durch drei Ligen ersetzt, Memel spielte fortan in der Abteilungsliga II Nord. Hier wurde der Verein 1931 Vizemeister hinter dem SV Insterburg, in der Endrunde um die ostpreußische Meisterschaft scheitere Memel am VfB Königsberg.

### Die SpVgg im Konflikt mit der litauischen Obrigkeit
Gleichzeitig machte die SpVgg Memel unter dem Namen Spielvereinigung Klaipeda auch im litauischen Spielbetrieb mit, allerdings eher beiläufig „um für die eigenen unteren Mannschaften den Spielbetrieb durch die Teilnahme an der litauischen Fußball- und Leichtathletik-Meisterschaft zu bereichern“, wie es Algird Fugalewitsch in seiner Arbeit (siehe Quellen) ausdrückt. Andererseits bewies sie – wie schon 1922 ihre Vorgängerin MTV-Sportabteilung – „guten Willen“, indem sie Spieler litauischer Staatsangehörigkeit zu Länderspielen Litauens abstellte. 1924 gewann die Spielvereinigung Klaipeda die Gruppe Klaipeda der litauischen ersten Fußballliga und qualifizierte sich für das Finalspiel. Gegen Kovas Kaunas wurde das Finalspiel verloren, so dass der Verein litauischer Vizemeister wurde. Die gleichzeitige Teilnahme an den Rundenspielen in Ostpreußen und in Litauen war der litauischen Obrigkeit auf die Dauer ein „Dorn im Auge“, zumal mehr und mehr Lituanisierungsversuche einsetzten. Als die Spielvereinigung weder auf Drohungen noch auf Versprechungen einging, wurden ihr durch hohe Pass- und Visumsgebühren Schwierigkeiten gemacht. Fugalewitsch: „So manches Spiel der SpVgg in der Ostpreußenliga konnte nicht stattfinden, weil die Litauer die Einreise der Gastmannschaft bzw. die Ausreise der SpVgg verweigerten.“ Schließlich verlangte der litauische Fußballverband Anfang 1931 unter Berufung auf die FIFA-Satzungen, „dass sämtliche Meisterschaften nur noch innerhalb der litauischen Grenzen ausgetragen werden“, und belegte im Sommer desselben Jahres sämtliche SpVgg-Mannschaften mit einem einjährigen Spielverbot, weil der Club sich weigerte, freiwillig aus dem Baltischen Rasensportverband auszutreten. Im Zuge dieser Disqualifikation wurde der Verein auch vom Baltischen Sportverband aus den Rundenspielen gestrichen, obwohl 1931/32 noch die Abteilungsliga II gewonnen werden konnte. Auf Grund der Disqualifikation konnte der Verein nicht mehr an der ostpreußischen Fußballendrunde teilnehmen.

### Verlust der fußballerischen Vormachtstellung
Zwar einigte sich der Verein Ende Januar 1932 mit den Litauern – aber die fußballerische Vormachtstellung hatte durch das Spielverbot gelitten und ging nach und nach ganz verloren. Die sportlichen Nachrichten über den ehemals größten und einflussreichsten Fußballverein Memels versiegten, und als im März 1939 das Memelland an das Deutsche Reich zurückgegeben wird, kommt nicht die Spielvereinigung, sondern Freya-VfR Memel in die Gauliga Ostpreußen. Das Schicksal der SpVgg ist ungewiss. Wahrscheinlich ist der Club mit dem Ende des Zweiten Weltkriegs erloschen.

## Erfolge
- Teilnahme an der baltischen Fußballendrunde: 1927/28, 1928/29, 1929/30
- Bezirksmeister II Tilsit/Memel:  1913/14, 1922/23
- Vizemeister A Lyga Litauen: 1924 (als Sportvereinigung Klaipėda)

## Bekannte Spieler
- Otonas Bružinskas
- Ričardas Bukšaitis
- Stepas Chmelevskis
- Vilhelmas Gvildys
- Otonas Kunelis
- Ričardas Rutkauskas